# (13984) 1992 RM7
A (13984) 1992 RM7 a Naprendszer kisbolygóövében található aszteroida. Eric Walter Elst fedezte fel 1992. szeptember 2-án.